# Ommatius narrius
Ommatius narrius là một loài ruồi trong họ Asilidae. Ommatius narrius được Scarbrough miêu tả năm 2002. Loài này phân bố ở vùng Tân nhiệt đới.